# Wer mich liebet, der wird mein Wort halten, BWV 59
Wer mich liebet, der wird mein Wort halten, BWV 59 (Qui m’estimi, guardarà la meva paraula), és una cantata religiosa de Johann Sebastian Bach per al diumenge de Pentecosta, estrenada a Leipzig, probablement el 28 de maig de 1724.

## Origen i context
La partitura original mostra que era destinada per a la Pentecosta de 1723, i molt probablement havia estat escrita a Koethen. Els pocs mitjans emprats per Bach, fan pensar que aquesta cantata fou estrenada a l'església de Sant Pau, de la Universitat de Leipzig, i no a les de Sant Tomàs o Sant Nicolau, com era habitual. De fet, quan el 20 de maig de 1725, Bach torna a utilitzar-la per a una segona cantata amb el mateix títol, BWV 74, n'augmenta notablement els mitjans instrumentals i el text. El llibret aprofita els quatre primers números, dels set que conté, d'un text d'Erdmann Neumeister (1714); per al primer número l'autor aprofita un versicle de l'Evangeli deJoan (14, 23) i per al número 3, la primera estrofa de l'himne de Pentecosta Komm, Heilier Geist, Herre Gott, que al seu torn és una paràfrasi de Veni Sancte Spiritus de Luter (1524). Per a aquest diumenge de la segona pasqua es conserven la BWV 74 que porta el mateix títol que aquesta, la BWV 34 i la BWV 172.

## Anàlisi
Obra escrita per a soprano, baix i cor (només en el coral final); dues trompetes i timbal, corda i baix continu. Consta només de quatre números.
1. Ària (duet de soprano i baix): Wer mich liebet, der wird mein Wort halten (Qui m’estimi, guardarà la meva paraula)
2. Recitatiu (soprano): O, was sind das vor Ehren (Oh, quins són tots aquests beneficis)
3. Coral: Komm, Heiliger Geist, Herre Gott (Vine, Esperit Sant, Senyor Déu)
4. Ària (baix): Die Welt mit allen Königreichen (El món amb tots els seus reialmes)

El primer número, un duet de soprano i baix, comença amb una introducció instrumental alegre però continguda, les veus solistes canten el text quatre vegades seguides en cànon i acaba amb un epíleg on les veus callen. El número 2 a càrrec de la soprano comença com a recitatiu acompanyat per la corda i el continu, i els últims versos es canten en un arioso més melòdic, suportat només pel continu. El número 3, és l'únic coral de la cantata, té una melodia coneguda des del segle xv que s'incorporà el 1524 als usos de la Reforma protestant. Tanca l'obra una ària de baix, acompanyada d'un solo de violí i continu, on es desenvolupen les dues idees del món i la glòria. La partitura autògrafa del baix, porta el text Chorale segue, sense saber exactament a quin coral es referia Bach. Té una durada aproximada d'uns deu minuts.

## Discografia seleccionada
- J.S. Bach: Das Kantatenwerk. Sacred Cantatas Vol. 3. Nikolaus Harnoncourt, Tölzer Knabenchor (Gerard Schmidt-Gaden, director del cor), Concentus Musicus Wien, Peter Jelosits (solista del cor), Ruud van der Meer. (Teldec), 1994.
- J.S. Bach: The complete live recordings from the Bach Cantata Pilgrimage. CD 22: Holy Trinity, Long Melford; 11 de juny de 2000. John Eliot Gardiner, Monteverdi Choir, English Baroque Soloists, Lisa Larsson, Panajotis Iconomou. (Soli Deo Gloria), 2013.
- J.S. Bach: Complete Cantatas Vol. 6. Ton Koopman, Amsterdam Baroque Orchestra & Choir, Ruth Ziesak, Klaus Mertens. (Challenge Classics), 2004.
- J.S. Bach: Cantatas Vol. 20. Masaaki Suzuki, Bach Collegium Japan, Yukuri Nonoshita, Peter Kooij. (BIS), 2003.
- J.S. Bach: Church Cantatas Vol. 19. Helmuth Rilling, Gächinger Kantorei, Bach-Collegium Stuttgart, Arleen Augér, Adalbert Kraus. (Hänssler), 1999.